# 分喜糖與分喜蛋
分喜蛋與分喜糖是中式婚禮中，新娘前往男家時，新娘家人则准备好的喜蛋或喜糖分派众人，或撒向四周，由众人分拾。分喜糖由分喜蛋演化而来。部分地区则由孩童去掏嫁妆中子孙桶里的喜蛋、喜糖、甘蔗等。

## 傳說
民间三国故事：周瑜和孙权密谋以许配孙权妹给刘备骗其至东吴，逼其归还荆州。如刘备不从，便拘其为人质，发兵夺回荆州。由于是密计，无人知晓，所以也不用真的把孙权妹嫁给刘备。不管刘备是死是活，对东吴均有利：如杀掉刘备，荆州群龙无首，便可乘乱夺之。如不杀刘备，袭夺荆州时刘备的荆州留守兵力更是投鼠忌器，不敢抵抗，以免东吴杀掉刘备。此谋遭诸葛亮识破，诸葛亮的对策中之一计便是令荆州兵跟刘备到东吴后个个披红挂彩，大肆公开高调采购婚礼用品时把孙刘联姻之事随口到处宣扬，使得东吴人人皆知，逼得孙权弄假成真，不但真的把妹妹嫁给了刘备，让二人成功逃回荆州，也没夺回荆州。民间传说荆州兵在东吴宣扬孙刘联姻之事的其中的一个方法就是分赠喜蛋，民间传说刘备甚至亲自参与。从此江南就有了分喜蛋的婚俗，寓意新人家龙凤呈祥。

## 概述
分喜蛋、分派喜糖时有严格的次序，必须依次进行。首先是受邀出席婚宴的女方左邻右舍因种种原因不能出席，其家中适婚但尚未订婚的子女们须先得喜糖，之后为其家中年幼子女们。再后为受邀且出席婚宴的女方左邻右舍及陌生人家的儿童，最后为受邀且出席婚宴的女方左邻右舍及陌生人家的成年人。之所以有此顺序是因分享喜糖为的是沾新娘家的喜气，祈求自家孩子也能像新娘家一样早日成家繁衍，壮大宗族。因此，未婚的适婚男女为先，儿童先于成人。同时，不能礼数不到，须照顾到受邀但不能出席婚宴的女方左邻右舍，让其优先沾光，肇因受邀且能出席婚宴的女方左邻右舍可籍婚宴沾喜气。撒喜糖时须同时将麸皮从行踩斗礼时装满麸皮的麸斗中撒出，肇因撒喜糖和撒麸皮均由由撒帐演化而来，原因也一样，同为辟邪，化解青羊、乌鸡、青牛三煞。
随着元末明初明军从江南北伐成功和统一中国，及后世历次大规模向北方和西部移民，此俗被传播到中国各地。由于采购和加工大量鸡蛋所费不赀，此俗终究并不普遍，只限于大富大贵人家，一般家庭，特别是经济欠发达地区之家庭无力负担，即使行此礼也多以撒喜糖代替。中国大多数地区只准备数枚(多为双数)喜蛋自用，或稍多几枚于鋪房時撒床用。但在此俗的发源地江南地区，如浙江，即使是一般家庭也会普遍行此礼。这又是民间借用名人故事为新人祈福之一例。
旧时一般家庭，特别是经济欠发达地区之家庭不但无力负担提供大量鸡蛋以分喜蛋，而且携带大量喜蛋派发也颇为不便，遂以价格便宜的喜糖代之（但现在高档喜糖价格早已超过鸡蛋）。
有些地區是在撒谷豆时派发喜糖，所以除了拦轿时，也有在新娘出門时派发，部分地区甚至要一路撒喜糖。以撒帐方式于娶亲路上派发喜糖时，根据娶亲路线之不同，撒喜糖的方式也随之有所不同。原路去原路回只在单程沿途撒喜糖大家，一般多为去新娘家时撒，因为去时是空轿，回来时新娘已在轿中，不能因拦花轿讨喜糖而耽误了人家的吉时良辰。但也有部分地区于回程时撒的，意为替新娘增添喜气。采取不走回头路的娶亲路线时因来回路线不一样，所以一般来回双程都沿途撒喜糖。不同的撒喜糖方式是同一婚俗礼仪因各地婚俗不同而有所不同的体现方式。

### 扔喜蛋
江南水乡的部分地区仍保留着扔喜蛋的古老婚俗礼仪。扔喜蛋由分喜蛋演化而来，即新娘的花轿每过一条河，就往桥上扔两枚喜蛋。在干旱的中国北方，此俗演变成新娘的花轿每过一条山沟，就往桥上扔两枚喜蛋。扔喜蛋的婚俗礼仪寓意为迎娶队伍留下买路钱，防煞气。同分喜蛋一样，此俗也仅限于大富大贵的豪门人家，普通家庭多无力负担，若行此礼，多以撒喜糖代替。家境不佳的人家也有改为过河时不扔喜蛋，而扔几枚钱币作过河钱的。但在此俗的发源地如温州，即使是一般家庭也会普遍行此礼。